# Find My Way (singolo Paul McCartney)
Find My Way è un brano musicale dell'artista britannico Paul McCartney, pubblicato come singolo il 18 dicembre 2020 dalla Capitol Records, estratto dall'album McCartney III. In occasione della pubblicazione dell'album di remix McCartney III Imagined, il 25 marzo 2021 ne è stata diffusa una versione con la partecipazione di Beck, accompagnata da un videoclip diretto da Andrew Donoho nel quale McCartney viene ringiovanito digitalmente.

## Find My Way (feat. Beck)
Find My Way (feat. Beck) è stato pubblicato come secondo singolo estratto dall'album McCartney III Imagined il 25 marzo 2021 dalla Capitol Records e Polydor Records.
Il brano, una collaborazione con il cantautore e musicista statunitense Beck, è stato definito "una trasformazione funky" da Uproxx e un remix "che suona più come una canzone della Sugarhill Gang piuttosto che all'originale" dalla rivista da Rolling  Stone.

### Video
Il video, diretto da Andrew Donoho, già autore di lavori per Janelle Monae, The Strokes e Khalid, si avvale delle coreografie di Phil Tayag e della co-produzione della Hyperreal Digital, azienda specializzata nella creazione di avatar digitali realistici. Remington Scott, CEO di Hyperreal, in occasione dell'uscita del video dichiarò: «La tecnologia che ringiovanisce i personaggi e li fa esibire in ambienti creativi come questo è ora pienamente realizzata, anche con uno dei volti più riconoscibili al mondo». Nel video compare una versione ventenne di Paul McCartney che balla e canta al suono della canzone in diverse ambientazioni dal sapore psichedelico. È Beck a interpretare il giovane McCartney attraverso la tecnologia deepfake.